# デメチルメナキノンメチルトランスフェラーゼ
デメチルメナキノンメチルトランスフェラーゼ(demethylmenaquinone methyltransferase)はメナキノンの合成に関わるメチル基転移酵素で、次の化学反応を触媒する酵素である。
デメチルメナキノン + S-アデノシル-L-メチオニン {\displaystyle \rightleftharpoons } メナキノール + S-アデノシル-L-ホモシステイン
系統名はS-adenosyl-L-methione:demethylmenaquinone methyltransferaseである。